# マシュー・チャドウィック
マシュー・チャドウィック（英:Matthew Chadwick、中:蔡明紹、1990年7月12日－）は香港ジョッキークラブに所属する騎手。旧名は「李文豪」。

## 来歴
中国系香港人として香港で出生も4ヶ月で孤児となりイギリス系香港人であるチャドウィック家に養子として育てられる、このため英語は話せるが中国語は話すことができない。また幼少時「李文豪」と名乗っていたが騎手養成期間中に「蔡明紹」と自らの名を改めている。
8歳の時シンガポールへ旅行した際、乗馬を始めたのを契機に馬との関わり合いを持ち、インターナショナルスクール卒業後騎手となるために香港ジョッキークラブで訓練を始める。
同クラブの騎手養成課程としてオーストラリア・ゴールドコースト競馬場のマリアン・ゼクストン調教師の元で研修を受け、237戦26勝2着25回3着25回という優秀な成績を残し。アンソニー・クルーズ厩舎所属騎手として、2008年12月15日に騎手免許に交付される。ただし、見習騎手はデビューから一定期間では沙田競馬場で開催される競走しか騎乗できない為、17日のハッピーバレー競走ではない12月20日の沙田競走で騎手デビューを果たした。
デビュー初日で3鞍に騎乗、1･2戦を3着6着で終えるも3鞍目で初勝利を上げ、香港では2006年の王志偉以来となるデビュー初日での勝利を記録。その1週間後の12月28日には1日2勝をマークする、翌年2月20日でハッピーバレー競走の騎乗を解禁する、順調に勝利数を伸ばし、翌2009年6月にはデビュー僅か半年で鄭雨滇が2000年に記録した見習騎手年間最多勝記録37勝を破る43勝をマークした。
2シーズン目直後の10月1日にはエジプシャンラーで香港G3のナショナルデイカップを制し、重賞初制覇。12月には昨季・今季の活躍が認められ、見習騎手としては異例のインターナショナルジョッキーズチャンピオンシップの出場騎手に選出される（結果は4位）。
シーズン半ばとなる2010年1月には通算勝利数70を記録し、歴代最速となる12ヶ月3週間で見習騎手を卒業するなどデビュー初年度より活躍を続け、48勝を記録し2年連続で香港リーディング4位となった。同シーズンにはカリフォルニアメモリーで香港ゴールドカップを制し、G1初制覇。
2010年の11月には第24回ワールドスーパージョッキーズシリーズのアジア地区代表騎手として日本を訪れ（結果は10位）、同レース3鞍を含む6レースに騎乗している。
2011年12月には香港カップを制し、自身初である国際重賞競走の勝利と共じ、香港ジョッキークラブの騎手養成課程出身者による史上初の香港の国際G1の勝利を果たした（国外ではアンソニー・クルーズが勝利している）。同コンビで翌年の香港カップで（競走馬・騎手とも）同競走史上初の連覇を飾った。
2012年オフシーズン期間にシャーガーカップを参加し、1勝･2着3回を獲得し、世界選抜チームの優勝に貢献した。自身はシルバーサドル賞（最多ポイント獲得騎手）を受賞。

## 主な勝ち鞍
※国際競走は太字表示。
- 再領風騷 - ナショナルデイカップ（2009年）、チャイニーズクラブチャレンジカップ（2010年）
- 威利多多 - ハッピーヴァレートロフィー（2009年）
- カリフォルニアメモリー(en:California_Memory) - 香港ゴールドカップ（2010年）、ジョッキークラブカップ（2012年）、香港カップ（2011年、2012年）